# Contea di Yunhe
La contea di Yunhe (云和县S) è una contea della Cina, situata nella provincia dello Zhejiang.